# Угода про рівень послуг
Угода про рівень послуг англ. Service-level agreement (SLA) — угода між постачальником послуг і користувачем про рівень послуг. Містить кількісні та якісні характеристики наданих послуг, такі як їх доступність, підтримка користувачів, час виправлення несправності та інше.

## Визначення
SLA використовується всередині організації для регулювання взаємовідносин між підрозділами, а також є основним інструментом безперервної оцінки та управління якістю надання послуг аутсорсингу спеціалізованою організацією-підрядником.
Як правило термін SLA використовується стосовно ІТ та телекомунікаційних послуг. У такій угоді може міститися детальний опис надаваного сервісу, у тому числі перелік параметрів якості, методів і засобів їх контролю, часу відгуку постачальника на запит від споживача, а також штрафні санкції за порушення цієї угоди. Для того, щоб дотримати SLA, постачальник послуг в свою чергу укладає операційну угоду про рівень послуг (OLA) з іншими внутрішніми підрозділами від яких залежить якість надання послуг.
В ідеалі, SLA визначається як особливий сервіс. Це дозволяє налаштувати апаратне і програмне забезпечення для максимізації здатності задовольняти SLA.

## Джерело
- Олег Пилипенко: Вирішальний фактор
- Site Reliability: удосконалюємо якість та надійність сервісів з використанням SLI/SLO/SLA. ДОУ (укр.). Процитовано 21 грудня 2021.
- (рос.) Мониторинг микросервисов: разделяй и властвуй. ДОУ (рос.). Процитовано 21 грудня 2021.